# Sanneck

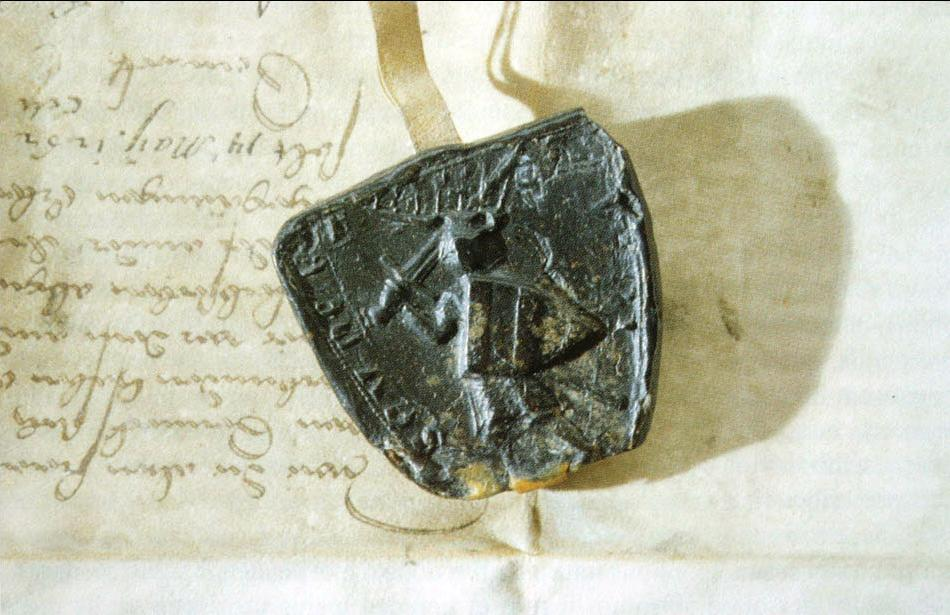
Siegel des Ulrich von Sanneck von 1262

Sanneck (slowenisch: gospodje Žovneški) (auch Herren von Sanneck) ist der Name eines urkundlich seit der ersten Hälfte des 12. Jahrhunderts nachgewiesenen edelfreien Geschlechts, dessen Herkunft und Wurzeln bislang nicht einwandfrei geklärt werden konnten. Ihr Stammsitz soll die in der späteren Untersteiermark (heute Spodnja Štajerska, Slowenien) gelegene Burg Sanneck (slowenisch: Žovnek) gewesen sein, von der sie auch ihren Namen abgeleitet haben dürften. Anzunehmen ist, dass sie Seitenverwandte der Hemma von Gurk sind. Sicher ist, dass sie Vorfahren ihrer in den Grafenstand (1341) erhobenen Nachkommen sind, die sich danach Grafen von Cilli nannten. 

## Geschichte

### Herkunft und Besitztümer
Als wahrscheinliche Ahnen werden bei Reichel die alten Grafen von Soune-Friesach-Zeltschach genannt, andere Forscher sprechen von einem hochfreien steirischen Adelsgeschlecht.
Slowenische Forscher leiten den Ursprung der Familie von Proclaus/Pretzlaus (davon Frasslau/Braslovče) her, einem der Vögte der Gräfin Hemma von Friesach, der um 1043 im Savinja- und Savegebiet begütert war.
Nach einer weiteren Theorie ist Erich, Markgraf von Friaul († 799), der Stammvater der Sannecker.
Ihr Name leitet sich von ihrer Stammburg Sanneck/Žovnek her, die südwestlich von Frasslau/Braslovče auf einer Anhöhe oberhalb des Unteren Savinja-Tals (Spodnja Savinjska dolina) im heutigen Slowenien liegt. Sie soll schon zur Zeit Karls des Großen zum Schutz gegen die Awaren erbaut worden sein. Die Anlage wurde bis circa 1820 noch bewohnt, heute ist sie eine Ruine. Namensvariationen: Sanneck, (slo.:) Žovnek, Sannegg, Sanegg, Saneck, Saaneckh, Sounegg, Souneck, Seuneck. 
(Sanneck ist allerdings von den "Ecken" der Sann gegenüber Prassberg/Mozirje und Pragwald/Prebold weit entfernt, ja es liegt nicht einmal an der Sann.)
Im 12. und 13. Jahrhundert führten die Sannecker auch das Prädikat von Lengenburg (Lemberg pri Šmarju, circa 23 Kilometer östlich von Celje/Cilli und circa 7 Kilometer südlich von Pöltschach/Poljčane gelegen). 
Zwischen 1123 und 1130 wird als Zeuge in einer Spanheimer Urkunde und nochmals 1144 in einer Friesach-Salzburger Urkunde Erzbischof Konrads ein Gebhard von Soune genannt, wohl identisch mit dem Gebhard von Dendeburch (Lengenburg?), der als Spitzenzeuge in einer Urkunde um 1138 erwähnt wird. 
Gebhards gleichnamiger Sohn war 1173 zu Gast bei Patriarch Ulrich II. von Aquileia in Riez (Rečica ob Savinji) und nannte sich da schon "von Sanneck".
Die Familie besaß das Patronatsrecht und die Vogtei über die große Mutterpfarre Frasslau/Braslovče und über deren Untertanen als Vogt das Blutgericht.
Leopold von Sanneck († 1286, ⚭ Margarete von Heunburg) zog 1278 zum Heere Rudolfs von Habsburg. 
Im Kampfe zwischen Herzog Friedrich dem Schönen von Habsburg-Österreich († 1330) und dem Meinhardiner Herzog Heinrich von Kärnten († 1335) schloss sich Ulrich von Sanneck († vor 1318) 1307 gemeinsam mit seinem Schwager Friedrich von Heunburg den Habsburgern an und gab ihnen 1308 seine Burgen, die "Häuser" Seunek und Osterwitz im Sanntal, die "Türme" Scheynek und Liebenstein (letzteres jetzt verschwunden), also seinen ganzen Eigenbesitz, und nahm ihn als Lehen von ihnen zurück (Lehensabhängigkeit bis 1423). Dafür überließ ihm Friedrich alle im Sanntal eroberten Burgen und Städte zur Hut. Durch die 1311 erfolgte Abtretung des Sanntales an die Steiermark wurden die Geschicke seines Geschlechtes eng mit denen Steiermarks verflochten. Seit 1288 war Ulrich von Sanneck mit Katharina, der Tochter des Grafen Ulrich von Heunburg († 1308) und der Babenbergerin Agnes († 1295), vermählt; er starb vor 1318 und wurde in der Kartause Seiz beigesetzt. 
Als 1322 der letzte Heunburger, Graf Hermann, ein Bruder Katharinas, starb, erbte deren Sohn Friedrich einen Teil der Heunburger Besitzungen, so Schönstein/Šoštanj, Prassberg/Mozirje und Schalleck/Šalek (bei Wöllan/Velenje). 1335 gelangte er auch in den Besitz der heunburgischen Herrschaft Cilli/Celje. Für seine Verdienste im Kriege verpfändeten ihm die steirischen Habsburger umfangreichen Grundbesitz, zum Beispiel um Tüffer/Laško und in Ratschach/Radeče in Unterkrain. Auf Grund seines bedeutenden Besitzes wurde Friedrich 1341 durch Kaiser Ludwig IV. in den Grafenstand erhoben (Grafen von Cilli), doch zunächst nur bezüglich seiner Gurker Lehen; die steirischen Herzogslehen waren ausgeschlossen. Erst 1372 wurde durch Kaiser Karl IV. mit Zustimmung der Habsburger Albrecht III. und Leopold III. auch das steirische Lehen in den Grafenstand einbezogen.
Weitere Geschichte siehe: Grafen von Cilli
Die Sannecker besaßen außer ihren Allodien auch Lehen von Gurk, Aquileia und den Kärntner Herzögen teils in der Untersteiermark, teils in der benachbarten Windischen Mark (Unterkrain). Zeitweise hatten sie auch die Vogtei über das Kloster Oberburg/Gornji Grad inne, in welchem die Sannecker in älterer Zeit auch ihre Familiengrabstätte hatten.

### Stammliste
1. Gebhardus de Soune († 1154)
  1. Gebehardus von Sanneck († 1173)
    1. Gebhard von Sanneck († 1224)
      1. Liupold
      2. Konrad († 1255), Minnesänger, ⚭ Sophia von Pfannberg-Peggau
        1. Gebhard († nach 1291)
        2. Konrad
        3. Leopold († vor 1286), ⚭ Margarete von Heunburg, Tochter von Graf Ulrich II. († 1308)
        4. Sophia (1255, 1264), ⚭ Friedrich von Pettau († 1288)
        5. Gertrud
        6. Ulrich († vor 1318), ⚭ I. Anna von Sternberg († nach 1275), ⚭ II. 1288 Katharina von Heunburg, Tochter von Graf Ulrich II.
          1. Ulrich († nach 1308)
          2. Anna, 1318 verlobt mit Rudolf Otto von Lichtenstein, ⚭ Otto von Emmerberg-Mahrenberg
          3. Friedrich I. (* um 1300, † 1359/60), 1341 Graf von Cilli, ⚭ Diemut von Walsee († 1353/57)

## Wappen
Blasonierung: Nach Kraßler zeigt das Wappen zwei rote Balken im silbernen Schild.